# Odontadenia macrantha
Odontadenia macrantha är en oleanderväxtart som först beskrevs av Johann Jakob Roemer och Schult., och fick sitt nu gällande namn av Markgraf. Odontadenia macrantha ingår i släktet Odontadenia och familjen oleanderväxter. Inga underarter finns listade i Catalogue of Life.